# Free party

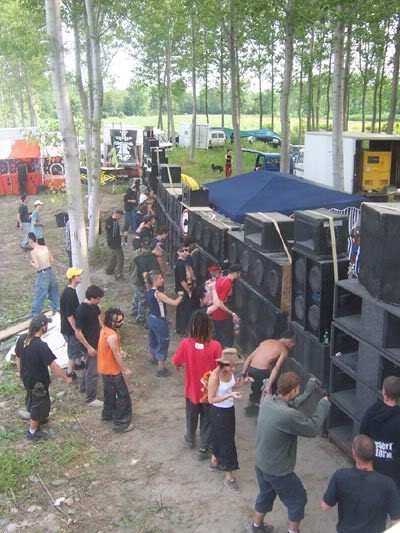
Trakkas&Metro Soundsystem (Italia, 2008)

Una free party es una fiesta libre de cualquier tipo de restricción que pueda serle impuesta por la legislación o convenciones que regulan la escena de clubs. Como regla general, suele contar con un sound system a través del cual proveer de música a los asistentes y un DJ que se encarga de su manejo. El tipo de música suele ser electrónica y la duración de estos eventos se extiende desde el comienzo de la noche hasta el momento en que los organizadores decidan irse a casa. En ocasiones, los términos rave y free party se utilizan indistintamente.
En este tipo de fiestas se desarrolla lo que puede entenderse como una zona temporalmente autónoma, donde todos los asistentes crean y promueven sus propias reglas de funcionamiento. Esto tiene como consecuencia que elementos normalmente considerados ilegales para estas fiestas puedan ser desarrollados sin traba alguna, como por ejemplo el uso de sustancias psicoactivas o unos niveles de ruido inusualmente altos. En este sentido, free se refiere tanto a la posibilidad de que esos elementos tengan lugar como al hecho de que normalmente la entrada a estos eventos suele ser gratuita y cualquiera puede traer lo que quiera, desde comida y bebida hasta animales.
La motivación de los organizadores puede ir desde la protesta política hasta las simples ganas de pasarlo bien.

## Historia
Tras el surgimiento de la escena acid house y las fiestas a ella asociadas hacia finales de los años 1980 en Inglaterra, comenzó a desarrollarse toda una cultura de fiestas organizadas por individuos o colectivos de personas sin permiso legal, simplemente con el afán de pasarlo bien y disfrutar de ese tipo de música sin que las autoridades pudieran poner trabas a la fiesta.
Las raves se extendieron rápidamente por toda Gran Bretaña, y cualquier fin de semana podía congregar a miles de jóvenes de fiesta en raves en diferentes puntos del país. El ruido y las molestias que estas congregaciones de ravers generaban para los vecinos, así como su carácter progresivamente cada vez más masivo, todo ello despertó el interés de los medios de comunicación nacionales. Surgieron así las primeras medidas legales contra las raves, consistentes normalmente en multa para los organizadores.
Al principio de los años 90, las raves comenzaron a expandirse fuera de Inglaterra, convirtiéndose en un fenómeno global. Ello llevó por un lado al desarrollo de una escena cada vez más potente e incluso a la aparición de ravers que viajaban (denominados travellers) a diferentes países para organizar o disfrutar de sus fiestas. Al mismo tiempo, parte del fenómeno se empezó a comercializar, con grandes empresas patrocinando raves u organizándolas.
Finalmente, el fenómeno en Inglaterra acabó siendo presa del periodismo sensacionalista. Tras una rave particularmente masiva en Castlemorton en mayo de 1992, el Gobierno decidió tomar medidas más contundentes contra el fenómeno, prohibiendo de facto el fenómeno rave mediante la Criminal Justice and Public Order Act de 1994.
Fuera de Inglaterra, el fenómeno no se detuvo y se ha seguido desarrollando desde entonces, aunque nunca a una escala tan masiva. Las fiestas libres gozan de especial predicamento en Europa, y particularmente en Holanda, Francia, Alemania o España.

## Squat Party
Una squat party o fiesta okupa es una fiesta que tiene lugar o bien en un edificio abandonado (cuya entrada se fuerza y posteriormente asegura para la fiesta) o en uno ya okupado.
Normalmente este tipo de fiestas son publicitadas solo mediante el boca a boca, a través de anuncios en grupos de discusión de internet, mediante flyers facilitados en eventos similares y mediante líneas telefónicas. Este secretismo se debe a motivos de seguridad, pues no sólo el evento es ilegal sino también el hecho de la okupación, todo lo cual podría acarrear graves consecuencias legales a los organizadores.